# Robert Merrill
Robert Merrill   (Brooklyn, 4 de juny de 1917 - New Rochelle, 23 d'octubre de 2004) va ser un baríton i actor d'òpera estatunidenc, que també va participar activament en el circuit de teatre musical. Va rebre la Medalla Nacional de les Arts el 1993.

## Joventut
Merrill va néixer com a Moishe Miller, més tard conegut com a Morris Miller. Era fill del sastre Abraham Miller, originalment Milstein, i la seva dona, Lillian (de soltera Balaban), immigrants jueus de Pultusk, Polònia, prop de Varsòvia. Els seus avis paterns eren Berl Milstein i Chana (de soltera Mlawski), tots dos de Pultusk, Polònia.
La seva mare afirmava haver tingut una carrera operística i de concerts a Polònia (un fet que el seu fill negava a les seves biografies) i va animar el seu fill a tenir una formació vocal primerenca: tenia tartamudeig, que no era evident quan cantava. Merrill es va inspirar a buscar classes de cant professionals quan va veure el baríton Richard Bonelli cantant el comte Di Luna en una representació dIl Trovatore a la Metropolitan Opera, i les va pagar amb diners guanyats com a llançador semi professional.

## Ràdio i enregistraments
En les seves primeres aparicions a la ràdio com a cantant melòdic, de vegades se l'anomenava Merrill Miller. Mentre cantava a bar mitzvahs, casaments i complexos turístics del Borscht Belt, va conèixer un agent, Moe Gale, que li va trobar feina al Radio City Music Hall i amb l'Orquestra Simfònica de la NBC, dirigida per Arturo Toscanini. Amb Toscanini dirigint, finalment va cantar en dues de les emissions d'òperes famoses del mestre a la NBC Symphony, La traviata (amb Licia Albanese, el 1946) i Un ballo in maschera (amb Herva Nelli, el 1954). Ambdues òperes van ser enregistrades i posteriorment publicades en LP i CD per RCA Victor. La seva posició com a intèrpret important de la NBC queda demostrada per la seva inclusió al llibre promocional de la NBC de 1947, "NBC Parade of Stars: As Heard Over Your Favorite NBC Station," que mostra les caricatures de Sam Berman de personalitats destacades de la NBC. El debut operístic de Merrill el 1944 va ser amb Aïda de Verdi a Newark, Nova Jersey, amb el famós tenor Giovanni Martinelli, que aleshores es trobava en les últimes etapes de la seva llarga carrera operística. Merrill, que havia continuat els seus estudis vocals amb Samuel Margolis, va debutar a la Metropolitan Opera com a guanyador de les "Metropolitan Opera Auditions of the Air" el 1945, com a Germont a La traviata. També el 1945, Merrill va gravar un àlbum de 78 rpm amb Jeanette MacDonald, amb seleccions de l'opereta Up in Central Park; MacDonald i Merrill van cantar dos duets junts en aquest àlbum.
El 1951, Merrill va gravar una sèrie de duets operístics amb el tenor suec Jussi Björling per a RCA Victor, incloent-hi una gravació de renom mundial d'"Au fond du temple saint" de l'òpera Les pêcheurs de perles de Georges Bizet. Aquell mateix any va participar en una altra cèlebre gravació de RCA Victor, Carmen de Bizet amb Risë Stevens i Jan Peerce, dirigida per Fritz Reiner.
El 1952, Merrill, Björling i Victoria de los Ángeles van fer una gravació molt admirada per a RCA Victor de La bohème de Puccini, dirigida per Sir Thomas Beecham. El 1953, Merrill, Björling, Victoria de los Angeles i Zinka Milanov van gravar la integral de Pagliacci i Cavalleria rusticana.

## Metropolitan Opera
El seu paper a la pel·lícula de comèdia musical Aaron Slick de Punkin Crick (1952) va provocar un conflicte amb Sir Rudolf Bing i una breu sortida del Met el 1951. Merrill va cantar molts papers de baríton diferents, i després de la mort a l'escenari del cèlebre Leonard Warren el 1960, es va convertir en el baríton principal del Met, compartint aquest càrrec en uns anys amb Cornell MacNeil. A finals dels anys cinquanta i principis dels seixanta, va aparèixer sota la direcció d'Alfredo Antonini en interpretacions d'àries del repertori operístic italià per a la sèrie de concerts a l'aire lliure "Italian Night" a l'estadi Lewisohn de Nova York.ref>Schoenberg, Harold C. (July 10, 1959). "Music: Verdi Program at Stadium; Four Singers Heard in Opera Excerpts Mary Curtis-Verna Is Seen in Debut There". The New York Times. p. 28.</ref>
Time el va descriure com "un dels millors barítons del Met". Tot i això, les crítiques no van ser sempre bones: la revista Opera va informar sobre una actuació del El barber de Sevilla a la Metropolitan Opera en què Merrill va fer "amb tota probabilitat la imitació més insensible de la temporada". El crític el va acusar de "sons forts i grollers" i "sense gràcia, sense encant, mentre destrossava el text i es passejava per l'escenari amb entusiasme".

## Carrera posterior
Merrill va aparèixer a "Voice of Firestone" amb Joanne Hill. Merrill també va continuar actuant a la ràdio i la televisió, en discoteques i recitals. El 1973, Merrill es va associar amb Richard Tucker per presentar un concert al Carnegie Hall, una primera vegada per als dos "superhomes vocals" (com els va anomenar un crític), i una primera vegada "per al públic i la crítica exigents de Nova York", va recordar Merrill. L'esdeveniment va marcar un precedent que finalment va conduir als concerts "Three Tenors" molts anys més tard. Merrill es va retirar del Met el 1976. El 1977, va aparèixer a l'especial de televisió "Sinatra & Friends", interpretant en solitari "If I Were A Rich Man" i interpretant "The Oldest Established Permanent Floating Crap Game in New York" amb Frank Sinatra i Dean Martin. Durant molts anys, va dirigir serveis, sovint en hotels del Borscht Belt, en Rosh Hashana i Yom Kippur.
En honor a la gran influència de Merrill en la música vocal americana, el 16 de febrer de 1981 va ser guardonat amb el prestigiós Premi al Mèrit del Glee Club de la Universitat de Pennsilvània. Atorgat per primera vegada el 1964, el Premi al Mèrit honora una persona que ha "fet una contribució significativa al món de la música i ha ajudat a crear un clima en què els nostres talents puguin trobar una expressió vàlida".
El 1996, en una recepció al Lincoln Center, Merrill va rebre el Premi Lawrence Tibbett del Fons d'Ajuda AGMA, en honor als seus cinquanta anys d'assoliments professionals i dedicació als seus col·legues. El Fons d'Ajuda AGMA, patrocinador del premi, proporciona assistència financera i serveis de suport a artistes intèrprets clàssics que ho necessitin.

## Esdeveniments esportius
Relativament tard en la seva carrera com a cantant, Merrill també es va fer conegut per cantar "The Star-Spangled Banner" al Yankee Stadium i al Giants Stadium. Va cantar per primera vegada l'himne nacional per obrir la temporada de beisbol de 1967, i es va convertir en una tradició que els Yankees el tornessin a portar cada any el dia d'inauguració i en ocasions especials. Va cantar en diversos Old Timer's Days (amb el seu propi uniforme de ratlles dels Yankees amb el número "11⁄2" a l'esquena) i l'emotiva cerimònia prèvia al partit en memòria de Thurman Munson al Yankee Stadium el 3 d'agost de 1979, l'endemà que el receptor morís en un accident d'avió. Merrill també va cantar en un partit de la Sèrie Mundial cada any que els Yankees van jugar el Fall Classic a l'estadi, a partir del 1976. Encara s'utilitza de vegades una versió gravada de Merrill al Yankee Stadium, principalment al Old Timer's Day. El 2021, els Yankees van substituir la versió d'orgue en directe de "God Bless America" que havia sonat durant gairebé dos anys per la versió de Merrill.
Merrill preferia un enfocament tradicional de la cançó, sense ornamentació addicional, tal com va explicar a Newsday l'any 2000: "Quan cantes l'himne, hi ha una legitimitat. Em molesten molt aquestes diferents interpretacions". Merrill va aparèixer al costat d'Adam Sandler en una escena cantant l'himne nacional, a la pel·lícula del 2003 Executiu agressiu. Merrill va bromejar dient que tota una generació de persones el coneix com "El noi de 'Digues-Pots-Veure'!" (Agmazine, abril de 1996).

## Vida personal
Tot i que hi ha hagut controvèrsia sobre el seu any de naixement (alguns afirmen que va néixer el 1919), l'Índex de Defuncions de la Seguretat Social, la seva família i la seva làpida indiquen que va néixer el 1917.
Merrill es va casar amb la soprano Roberta Peters el 1952, però es van divorciar poc després. Va tenir dos fills amb la seva segona esposa, Marion Machno, una pianista. A Merrill li agradava jugar a golf i va ser membre del Westchester Country Club de Rye, Nova York, durant molts anys. Va escriure dos llibres de memòries, Once More from the Beginning (1965) i Between Acts (1976), i va ser coautor d'una novel·la, The Divas (1978). Merrill va fer gires per tot el món amb el seu arranjador i director d'orquestra, Angelo DiPippo, que va escriure la major part de les seves actuacions i va actuar a sales de concerts de tot el món.

## Mort
Merrill va morir a casa seva a New Rochelle, Nova York, als 87 anys. Està enterrat al cementiri Sharon Gardens de Valhalla, Nova York, que és la divisió jueva del cementiri de Kensico. La seva làpida presenta una cortina d'òpera que s'ha obert. El seu epitafi diu: "Com una estrella celestial esclatant, va omplir la seva família i el món d'amor, alegria i bellesa. Un bis, si us plau."

## Actuacions amb la Metropolitan Opera
Robert Merrill va cantar 789 actuacions amb la Metropolitan Opera en els següents 21 papers:
| Composer    | Òpera                   | Rol           | Primera actuació | Última actuació | Total actuacions |
| ----------- | ----------------------- | ------------- | ---------------- | --------------- | ---------------- |
| Verdi       | La traviata             | Germont       | 1945-12-15       | 1976-03-15      | 132              |
| Donizetti   | Lucia di Lammermoor     | Enrico        | 1945-12-29       | 1965-01-23      | 16               |
| Bizet       | Carmen                  | Escamillo     | 1946-01-07       | 1972-01-04      | 81               |
| Mússorgski  | Borís Godunov           | Shchelkalov   | 1946-11-21       | 1947-04-21      | 5                |
| Gounod      | Faust                   | Valentin      | 1946-12-23       | 1972-05-04      | 48               |
| Verdi       | Aida                    | Amonasro      | 1947-01-11       | 1973-06-01      | 72               |
| Rossini     | Il Barbiere di Siviglia | Figaro        | 1947-11-15       | 1966-06-04      | 46               |
| Verdi       | Il trovatore            | Count di Luna | 1947-12-11       | 1973-05-30      | 73               |
| Saint-Saëns | Samson et Dalila        | High Priest   | 1949-11-26       | 1950-04-30      | 10               |
| Verdi       | Don Carlo               | Rodrigo       | 1950-11-06       | 1972-06-21      | 51               |
| Leoncavallo | Pagliacci               | Silvio        | 1951-02-09       | 1951-02-09      | 1                |
| Leoncavallo | Pagliacci               | Tonio         | 1952-03-14       | 1964-04-02      | 22               |
| Verdi       | Rigoletto               | Rigoletto     | 1952-11-15       | 1972-02-05      | 56               |
| Puccini     | La bohème               | Marcello      | 1952-12-27       | 1954-02-01      | 10               |
| Verdi       | Un ballo in maschera    | Renato        | 1955-02-26       | 1976-05-29      | 56               |
| Donizetti   | Don Pasquale            | Malatesta     | 1956-04-09       | 1956-12-10      | 8                |
| Ponchielli  | La Gioconda]]           | Barnaba       | 1958-12-11       | 1962-04-16      | 13               |
| Verdi       | La forza del destino    | Don Carlo     | 1961-12-12       | 1972-06-09      | 33               |
| Giordano    | Andrea Chénier          | Carlo Gérard  | 1962-10-15       | 1966-03-22      | 7                |
| Verdi       | Otello                  | Iago          | 1963-03-10       | 1965-05-07      | 18               |
| Puccini     | Tosca                   | Scarpia       | 1964-10-23       | 1974-12-09      | 11               |

## Enregistraments d'estudi
Robert Merrill va fer almenys 25 enregistraments d'estudi d'òperes completes, incloent-hi dues emissions de ràdio amb Toscanini:
| Composer            | Òpera                   | Rol           | Data             |
| ------------------- | ----------------------- | ------------- | ---------------- |
| Bizet               | Carmen                  | Escamillo     | 1951, 1963       |
| Donizetti           | Lucia di Lammermoor     | Enrico        | 1961             |
| Ruggero Leoncavallo | Pagliacci               | Silvio        | 1953             |
| Leoncavallo         | Pagliacci               | Tonio         | 1967             |
| Mascagni            | Cavalleria rusticana    | Alfio         | 1953             |
| Ponchielli          | La Gioconda             | Barnaba       | 1967             |
| Puccini             | La bohème               | Marcello      | 1956, 1961       |
| Puccini             | Manon Lescaut           | Lescaut       | 1954             |
| Puccini             | Il tabarro              | Michele       | 1962             |
| Rossini             | Il barbiere di Siviglia | Figaro        | 1958             |
| Straus              | Der tapfere Soldat      | Bumerli       | 1952             |
| Verdi               | Aïda                    | Amonasro      | 1961             |
| Verdi               | Un ballo in maschera    | Renato        | 1946, 1966       |
| Verdi               | Falstaff                | Ford          | 1963             |
| Verdi               | La forza del destino    | Don Carlo     | 1964             |
| Verdi               | Rigoletto               | Rigoletto     | 1956, 1963       |
| Verdi               | La traviata             | Germont       | 1946, 1960, 1962 |
| Verdi               | Il trovatore            | Conte di Luna | 1964             |

## Escolta
- WNYC Soundcheck: Robert Merrill Remembered (October 26, 2004)